# Andersson (cràter)
|  | No s'ha de confondre amb M. Anderson (cràter) o Anderson (cràter). |

Andersson és un cràter d'impacte lunar que es troba a l'hemisferi sud de la cara oculta de la Lluna. Està situat just darrere de l'extremitat sud-oest de la zona visible de la Lluna, en un lloc que pot ser albirat lateralment durant una libració favorable. El cràter més proper és Guthnick, situat cap al nord-nord-est.
Andersson té forma de bol, amb una petita plana central i sense erosió significativa de la vora. Es troba alineat amb una cresta baixa en la superfície que s'estén cap al nord.
Aquest cràter es troba prop del centre de la Conca Mendel - Rydberg, una àmplia depressió d'impacte de 630 km d'amplària del Nectarià.
Deu el seu nom a l'astrònom suec Leif Erland Andersson (1944–1979), qui va treballar en la cartografia i en la nomenclatura de la cara oculta de la Lluna.

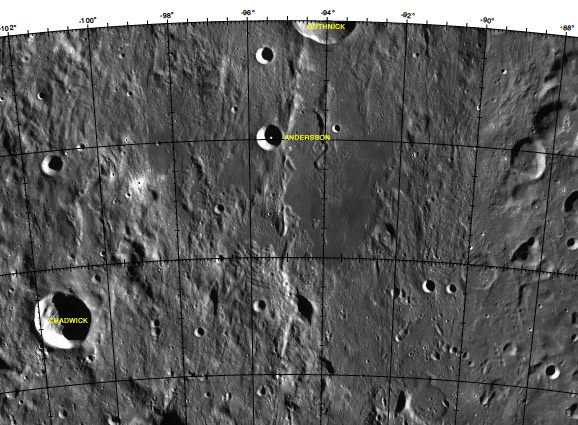
Plànol lunar LAC-135